# Харта на проект
Договор (или харта) на един проект е документът, с чието подписване свършва фазата на иницииране и започва фазата на планиране. В него заинтересованите страни декларират, че са съгласни по основните параметри на проекта.
В договора на проекта е препоръчително да са засегнати следните теми:
- Бизнес необходимост
- Цел и основания за проекта
- Назначени ръководител на проект и ниво да юриздикцията
- обобщен график на ключовите моменти във времето (milestones)
- Анализ на заинтересованите страни
- Функционални организации и тяхното участие
- Допускания за организацията, средата и външния свят
- Ограничения на организацията, средата и външния свят
- Финансов анализ, оправдаващ проекта (например Възвръщаемост на инвестициите)
- Обобщен бюджет